# Strikes
| Recensione              | Giudizio        |
| ----------------------- | --------------- |
| AllMusic                | [ 2 ]           |
| Sputnikmusic            | 3.8 (Excellent) |
| Dizionario del Pop-Rock | [ 4 ]           |

Strikes è il terzo album discografico del gruppo musicale statunitense Blackfoot, pubblicato dall'etichetta discografica Atco Records nel 1979.

## Tracce

### LP
Lato A
1. Road Fever – 3:07 (Rick Medlocke, Jackson Spires)
2. I Got a Line on You – 3:17 (Randy California)
3. Left Turn on a Red Light – 4:35 (Rick Medlocke, Jackson Spires)
4. Pay My Dues – 3:03 (Blues Image)
5. Baby Blue – 2:33 (Rick Medlocke, Jackson Spires, Charlie Hargrett)

Lato B
1. Wishing Well – 3:11 (Tetsu Yamauchi, Paul Rodgers, Simon Kirke, Paul Kossoff, John Bundrick)
2. Run and Hide – 3:24 (Rick Medlocke, Jackson Spires)
3. Train, Train – 3:32 (Shorty Medlocke)
4. Highway Song – 6:59 (Rick Medlocke, Jackson Spires)

## Formazione
- Rick Medlocke - voce solista, chitarra solista, bottleneck guitar, chitarra acustica, chitarra a 12 corde
- Charlie Hargrett - chitarra solista, chitarra acustica, chitarra a 12 corde
- Greg T. Walker - basso, accompagnamento vocale-cori
- Jackson (Jakson) Spires - batteria, accompagnamento vocale-cori

Altri musicisti
- Pat McCaffrey - tastiere
- Henry H. Bomb Weck (alias Blind Baby) - percussioni
- Cub Koda - armonica (brano: Train, Train)
- Shorty Medlocke - armonica (brano: Train, Train (Prelude))
- Donna D. Davis (Brandye) - cori di sottofondo
- Pamela T. Vincent (Brandye) - cori di sottofondo
- Cynthia M. Douglas (Brandye) - cori di sottofondo

Note aggiuntive
- Al Nalli e Henry Weck - produttori (per la Al Nalli Productions)
- Registrazioni effettuate al: Subterranean Studio di Ann Arbor, Michigan (con Artisan Mobil); Sound Suite Studios di Detroit, Michigan; Bee Jay Studios di Orlando, Florida
- Henry Weck - ingegnere delle registrazioni
- Peter Yanilos, Andy de Ganhal e Terry Tuck - assistenti ingegnere delle registrazioni
- Michael Hollywood Murphy, Chris Vegas Leotcher, Baxter Lee Stanley - road crew
- Chris Callis - fotografia copertina frontale album originale
- Jim Houghton - fotografia retrocopertina album originale
- Lynn Dreese Breslin - design album originale[5]

## Classifica
Album
| Anno | Classifica    | Posizione raggiunta |
| ---- | ------------- | ------------------- |
| 1979 | Billboard 200 | 42                  |

Singoli
| Anno | Titolo del brano | Classifica        | Posizione raggiunta |
| ---- | ---------------- | ----------------- | ------------------- |
| 1979 | Highway Song     | Billboard Hot 100 | 26                  |
| 1979 | Train, Train     | Billboard Hot 100 | 38                  |